# الک دیاز
الک دیاز (انگلیسی: Alec Díaz؛ زادهٔ ۷ دسامبر ۲۰۰۱) بازیکن فوتبال اهل پورتوریکو است.
از باشگاه‌هایی که در آن بازی کرده‌است می‌توان به باشگاه فوتبال سیاتل ساندرز اشاره کرد.
وی همچنین در تیم‌های ملی فوتبال Puerto Rico U-20 national football team و پورتوریکو بازی کرده‌است.